# Hirschburg (Düsseldorf)

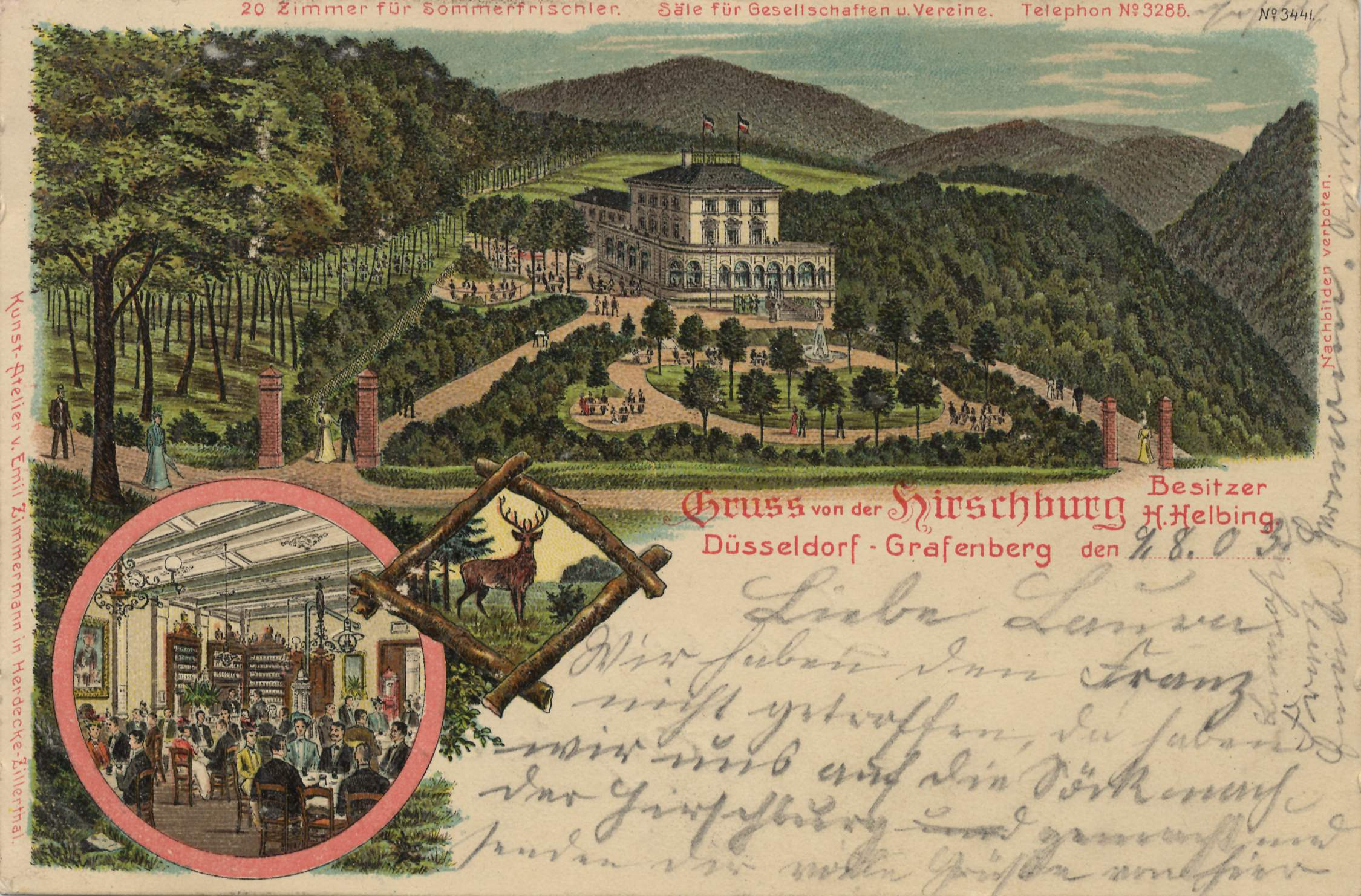
Die Hirschburg auf einer Ansichtskarte, 1903

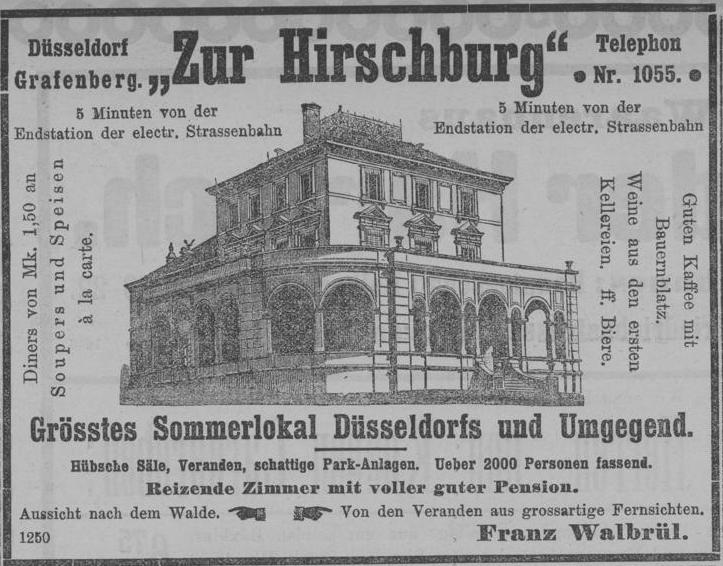
Zeitungsannonce, 1896

Die Hirschburg war eine in den 1890er Jahren im Stil einer Villa errichtete Gaststätte im Grafenberger Wald bei Düsseldorf. Heute dient das Gebäude, das seit 1992 als Baudenkmal eingetragen ist, als Bürogebäude.

## Geschichte
Das in den 1890er Jahren von Peter Laufs als „Sommerlokal“ bei Grafenberg erbaute dreigeschossige Restaurant und Hotel wurde im April 1894 von seinem ersten Betreiber, dem aus Bonn stammenden Gastwirt Franz Waldbrül, eröffnet. Mit Kaffee-, Bier- und Weinausschank, warmer Küche, Sälen für Gesellschaften, 20 Hotelzimmern und einem gelegentlich angebotenen Musikprogramm entwickelte es sich zu einem „Hauptanziehungspunkt für Ausflügler“. Beworben wurde das Etablissement, das auch in etlichen Reiseführern genannt war, als „größtes Sommerlokal Düsseldorfs und Umgegend“. Als beliebter Aussichtspunkt verfügte es über eine weitläufige Veranda mit Dachterrasse sowie Gartenanlagen.
Ganz in der Nähe, in einem Stall unterhalb der Hirschburg, begann der spätere Serienmörder Peter Kürten seine Kriminalkarriere, indem er ein Schwein abstach. Bald ging er dazu über, Mädchen in das Gebiet zu führen, um sie zu würgen und ebenfalls abzustechen.